# Distinguished Service Cross
Distinguished Service Cross/de Evidențiere în Serviciu  este cea de a doua decorație SUA după Medal of Honor/Medalia de Onoare și se poate acorda oricărei persoane,care servind în forțele armate s-a distins prin eroism extraordinar prin una din următoarele acțiuni:
- Împotriva unui inamic al SUA
- Fiind implicat în operațiuni militare într-un conflict militar împotriva unui inamic
- Servind în cadrul unor forțe prietene într-un conflict militar împotriva unui inamic conflict în care SUA nu este parte beligerantă.

## Persoane notabile care au primit decorația
- Creighton W. Abrams, Jr.US Army
- Edward Almond US Army
- Robert H. Barrow, United States Marine Corps
- Robert S. Beightler, Major General, US Army,
- Thomas Blamey, General, Armata australiană
- Richard Bong,
- Lewis H. Brereton
- Maurice Britt, US Army - primul care a primit primele trei cele mai înalte decorații într-un singur război
- Joseph Burlazzi, US Army
- John Francis Burnes, USMC
- Douglas Campbell, U.S. Army Air Service - cu patru frunze de stejar Oak Leaf Cluster
- Bill Carpenter, US Army
- Modesto Cartagena, US Army, cel mai decorat soldat hispanic în Războiul din Coreea.
- Arthur S. Champeny, US Army
- Vasily Chuikov, Soviet Army
- Mark W. Clark, US Army
- Daniel Daly, USMC
- William Orlando Darby,
- William J. "Wild Bill" Donovan,
- Otto Dowling, US Navy
- Robert L. Eichelberger,
- Edward Fuller, USMC
- James M. Gavin, US Army
- Hobart R. Gay, US Army
- David H. Hackworth, US Army
- Alexander M. Haig, Jr., US Army
- Virginia Hall, OSS civil
- John L. Hines, US Army
- Courtney Hodges, US Army
- Robert L. Howard, US Army
- Clarence R. Huebner, US Army
- LeRoy P. Hunt, USMC
- Frank O'Driscoll "Monk" Hunter,
- Charles L. Kelly, US Army
- George C. Kenney
- Robert C. Kingston, US Army
- Curtis E. LeMay, USAAF
- Douglas MacArthur, US Army
- Peyton C. March, US Army
- Anthony McAuliffe, US Army
- Barry McCaffrey, US Army
- Louis Gonzaga Mendez, Jr., US Army
- William "Billy" Mitchell, U.S. Army Air Service
- Henry Mucci, US Army
- Kenneth Muir VC, British Army
- Audie L. Murphy, US Army
- George S. Patton, Jr., US Army
- George S. Patton, IV, US Army
- Keith Payne VC, Australian Army
- John J. "Black Jack" Pershing, US Army
- Harvey Possinger, US Army
- Lewis B. "Chesty" Puller, USMC
- Eddie Rickenbacker, U.S. Army Air Service
- Matthew B. Ridgway, US Army -
- Keller E. Rockey, USMC
- Theodore Roosevelt, Jr., US Army
- Andrew Summers Rowan, US Army
- Alfredo M. Santos, Armata Filipineză
- Lemuel C. Shepherd, Jr., USMC
- Oliver Prince Smith, USMC
- Joseph Stilwell, US Army
- Maxwell D. Taylor, US Army
- Gerald C. Thomas, USMC
- James A. Van Fleet, US Army
- John Paul Vann, civil american
- Jesús Villamor, Philippine Army Air Corps
- Walton Walker, US Army
- Robert B. Williams, U.S. Army Air Forces
- Richard Winters, US Army
- Edward F. Younger, US Army,